# 626 Нотбурґа
626 Нотбурґа (626 Notburga) — астероїд головного поясу, відкритий 11 лютого 1907 року Августом Копфом у Гейдельберзі.